# الحادث بين إسرائيل وسوريا مارس 2017
في 17 مارس 2017، هاجمت طائرات مقاتلة للقوات الجوية التابعة لجيش الدفاع الإسرائيلي أهدافًا في سوريا، بالقرب من منشأة عسكرية في تدمر. أطلقت عدة صواريخ من طراز إس-200 على الطائرات، وأسقط صاروخ واحد بواسطة نظام الدفاع الجوي، يحتمل أن يكون صاروخ سهم. وذكرت دولة إسرائيل أنها تستهدف شحنات الأسلحة المتجهة إلى القوات المعادية لإسرائيل، وتحديدًا حزب الله، الموجود في لبنان. وتنفي إسرائيل ادعاء سوريا بأن أحد الطائرات المقاتلة قد أسقطت وأصيبت أخرى بأضرار. ولم تبلغ إسرائيل عن أي طيار أو طائرة مفقودة في سوريا، أو في أي مكان آخر في الشرق الأوسط عقب الغارات. كما أن لا سوريا ولا حزب الله قد أظهرا صورًا أو فيديو للطائرات أو الأفراد الإسرائيليين الساقطين. وكانت الحادثة هي المرة الأولى التي أكد فيها المسوؤلون الإسرائيليون بوضوح هجومًا إسرائيليًا على الأراضي السورية خلال الحرب الأهلية السورية.